# 117. pr. Kr.
◄ | 3. stoljeće pr. Kr. | 2. stoljeće pr. Kr. | 1. stoljeće pr. Kr. | ►
◄ | 140-ih pr. Kr. | 130-ih pr. Kr. | 120-ih pr. Kr. | 110-ih pr. Kr. | 100-ih pr. Kr. | 90-ih pr. Kr. | 80-ih pr. Kr. | ►
◄◄ | ◄ | 120. pr. Kr. | 119. pr. Kr. | 118. pr. Kr. | 117 pr. Kr. | 116. pr. Kr. | 115. pr. Kr. | 114. pr. Kr. | ► | ►►
Astronomija
Godina 117. pne. bila je godina predjulijanskog rimskog kalendara. U to vrijeme bila je poznata kao Godina konzulata Diadematusa i Augura (ili, rjeđe, godina 637 Ab urbe condita) i Šesta godina Yuanshoua. Oznaka 117. pr. Kr. Za ovu se godinu koristi od ranosrednjovjekovnog razdoblja, kada je kalendarsko doba Anno Domini postalo prevladavajuća metoda u Europi za imenovanje godina.

## Rođenja
- Ptolomej XII Auletes, kralj(faraon) Egipta († 51. pr. Kr.)

## Smrti
- Huo Qubing, Kineski general Han dinastije (* 140. pr. Kr.)
- Sima Xiangru, Kineski državnik, pjesnik i glazbenik (* 179. pr. Kr.)

## Vanjske poveznice
|  | Zajednički poslužitelj ima još gradiva o temi 117. pr. Kr. |